# 清水彻郎
清水彻郎（日语：／ Shimizu Tetsurō，1988年2月10日—），日本男子冰壶运动员，2015年亚太锦标赛男子银牌得主、2016年亚太锦标赛男子金牌得主、2017年亚洲冬季运动会男子银牌得主、2017年亚太锦标赛男子铜牌得主。